# Dekanat izbicki
Dekanat izbicki – jeden z 33 dekanatów rzymskokatolickiej diecezji włocławskiej.

## Historia
Do początku XIX wieku dekanat izbicki należał do diecezji kujawsko-pomorskiej. W tym czasie w jego skład wchodziło siedem parafii: Chalno, Izbica, Lubotyń, Mąkoszyn, Orle, Sadlno i Świerczyn.
30 czerwca 1818 r., na mocy bulli Ex imposita Nobis papieża Piusa VII diecezja zmieniła swoje i granicę oraz nazwę na kujawsko-kaliska. Dekanat izbicki dzielił się na trzynaście parafii: Błenna, Brdów, Chalno, Izbica, Lubotyń, Mąkoszyn, Modzerowo, Orle, Przedecz, Sadlno, Sompolno, Świerczyn, Wrząca Wielka, część z nich została przyłączona ze zniesionego dekanatu sompoleńskiego należącego wcześniej do archidiecezji gnieźnieńskiej.
Przed 1 stycznia 1868 r. dekanat izbicki składał się z jedenastu parafii: Błenna, Brdów, Izbica, Lubstów, Lubstówek z filią Racięcice, Mąkolno, Modzerowo, Sompolno, Wąsosze i Wrząca Wielka. W 1868 r. został zniesiony, a przynależące do niego parafie włączono do dekanatu kolskiego.
W 1917 r. biskup kujawsko-kaliski Stanisław Zdzitowiecki przywrócił dekanat izbicki i włączył do niego parafie: Izbica, Błenna, Brdów, Lubotyń, Lubstów, Mąkolno z filią Babiak, Modzerowo, Racięcice z filią Lubstówek, Sompolno i Wąsosze. 1918 r. usamodzielniła się parafia Babiak. W 1925 r. dekanat stał się częścią diecezji włocławskiej. W 1930 r. usamodzielniła się parafia Dębno Królewskie, która w latach 1918-1930 była filią parafii Babiak, a w 1936 r. zlikwidowano unię personalną parafii Lubstówek i Racięcice.
11 listopada 1952 r. biskup włocławski Franciszek Korszyński wyłączył z granic dekanatu izbickiego parafie: Lubotyń, Lubstów, Lubstówek, Mąkolno, Racięcice, Sompolno i Wąsosze jednocześnie przywracając dekanat sompoleński.

## Parafie
W skład dekanatu wchodzą następujące parafie:
- parafia Przemienienia Pańskiego w Babiaku
- parafia św. Małgorzaty w Błennie
  - sanktuarium Matki Bożej Łaskawej Księżnej Kujaw
- parafia św. Wojciecha w Brdowie
  - sanktuarium Matki Bożej Zwycięskiej
- parafia św. Michała Archanioła w Dębnie Królewskim
- parafia Wniebowzięcia NMP w Izbicy Kujawskiej
- parafia Świętej Trójcy w Lubominie
- parafia św. Jakuba Apostoła w Mąkoszynie
- parafia św. Stanisława Biskupa w Modzerowie

## Władze dekanatu
- Dziekan - ks. Krzysztof Stawicki, proboszcz parafii Izbica Kujawska
- Wicedziekan - ks. kanonik  Waldemar Pasierowski, proboszcz parafii Błenna